# خوسيه كارفاليو (راكب الكنو)
خوسيه كارفاليو هو راكب الكنو برتغالي، ولد في 18 أغسطس 1988.

## وصلات خارجية
- خوسيه كارفاليو على موقع أوليمبيديا (الإنجليزية)